# Зеленський Олександр Михайлович
Олекса́ндр Миха́йлович Зеле́нський (нар. 2 вересня 1971 — пом. 28 січня 2015) — солдат Збройних Сил України, учасник російсько-української війни.

## Життєпис
Початкову освіту здобув у Раківській середній школі, 1982-го родина переїхала до Заозерного, де закінчив ЗОШ, по тому вчився в Новокаховському ПТУ № 14, верстатник широкого профілю. Працював у місцевому радгоспі «Херсонський». Протягом 1989—1991 років відслужив строкову службу в РА. Проживав у селі Заозерне (Каховський район), займався домашнім господарством та доглядав за матір'ю.
З початком війни займався волонтерською діяльністю, потім у серпні 2014-го зголосився добровольцем, стрілець, 13-й окремий мотопіхотний батальйон «Чернігів-1» 1-ї окремої танкової бригади, перебував на позиціях в Станиці Луганській.
Загинув 28 січня 2015-го внаслідок обстрілу з РСЗВ «Град» позицій військових під Вуглегірськом — згорів у БТРі.
Похований 19 вересня 2015-го в селі Заозерне.
Без сина лишилася мама Віра Терентіївна.

## Нагороди та вшанування
- Указом Президента України № 103/2016 від 21 березня 2016 року, «за особисту мужність і високий професіоналізм, виявлені у захисті державного суверенітету та територіальної цілісності України, вірність військовій присязі», нагороджений орденом «За мужність» III ступеня (посмертно)[1].
- 6 грудня 2016 року на фасаді в Заозерненської школи, де навчався Олександр, йому відкрили меморіальну дошку.
- Вшановується в меморіальному комплексі «Зала пам'яті», в щоденному ранковому церемоніалі 28 січня[2][3].